# Cao Lộc (xã)
Cao Lộc là một xã biên giới thuộc tỉnh Lạng Sơn, Việt Nam.

## Địa lý
Xã Cao Lộc có vị trí địa lý: 
- Phía bắc giáp Trung Quốc
- Phía nam giáp phường Tam Thanh, phường Kỳ Lừa và xã Công Sơn
- Phía đông giáp xã Ba Sơn
- Phía tây giáp xã Đồng Đăng.

Xã Cao Lộc có diện tích 103,86 km², dân số năm 2024 là 6.920 người, mật độ dân số đạt 66 người/km².

## Lịch sử
Ngày 1 tháng 7 năm 2025, Ủy ban Thường vụ Quốc hội ban hành Nghị quyết số 1672/NQ-UBTVQH15 về việc sắp xếp các đơn vị hành chính cấp xã của tỉnh Lạng Sơn năm 2025. Theo đó,Sắp xếp toàn bộ diện tích tự nhiên, quy mô dân số của xã Lộc Yên, Thanh Lòa và Thạch Đạn thành xã mới có tên gọi là xã Cao Lộc.